# San Cipriano Po
San Cipriano Po ist eine Gemeinde (comune) mit 437 Einwohnern (Stand 31. Dezember 2023) in der südwestlichen Lombardei im Norden Italiens. Die Gemeinde liegt etwa 13 Kilometer südöstlich von Pavia in der Oltrepò Pavese am Po.

## Persönlichkeiten
- Lino Aldani (1926–2009), Schriftsteller